# America's Army: True Soldiers
America's Army: True Soldiers est un jeu vidéo de tir tactique sorti en 2007 sur Xbox 360. Le jeu a été édité par Ubisoft et développé par Red Storm Entertainment.
Il dérive d'America's Army.

## Accueil
- Metacritic : 43/100[1]
- IGN : 3,7/10[2]